# Нерутаяха (приток Северной Тыдэотты)
Нерутаяха (устар. Неру-Яха) — река в России, протекает по Пуровскому району Ямало-Ненецкого АО. Устье реки находится в 60 км по левому берегу реки Северная Тыдэотта. Длина реки составляет 27 км.
Высота истока свыше 74,8 м над уровнем моря. Протекает через заболоченные лиственничные леса с севера на юго-восток.
Основной приток — река Нерутаяхатарка — впадает слева на расстоянии 13 км от устья.
Система водного объекта: Северная Тыдэотта → Тыдэотта → Ягенетта → Пур → Карское море.

## Данные водного реестра
По данным государственного водного реестра России относится к Нижнеобскому бассейновому округу, водохозяйственный участок реки — Пур. Речной бассейн реки — Пур.
Код объекта в государственном водном реестре — 15040000112115300059415.